# Gabinete Millerand I
O Gabinete Millerand I foi o ministério formado por Alexandre Millerand em 20 de janeiro de 1920 e dissolvido em 18 de fevereiro do mesmo ano. Foi o 65º gabinete da Terceira República Francesa, sendo antecedido pelo Gabinete Clemenceau II e sucedido pelo Gabinete Millerand II.

## Contexto
A pedido do Presidente da República, Raymond Poincaré, e por insistência de Georges Clemenceau (ex-chefe de governo), Alexandre Millerand formou um gabinete em 20 de janeiro de 1920, no qual também foi ministro das Relações Exteriores. Seu primeiro governo foi composto por vários políticos novatos, o que constituiu uma novidade, não incluindo nenhuma figura proeminente, mas muitos centristas, alguns radicais e apenas um deputado do grupo de direita "Entente Republicana Democrática" (ERD), que era o maior da Assembleia Nacional Francesa desde as eleições legislativas de 1919.
Em 18 de fevereiro de 1920, conforme o costume, o gabinete apresentou sua renúncia ao chefe de Estado recém-eleito, Paul Deschanel. Depois de ter considerado a sua destituição, este reintegrou-o em suas funções. Millerand formou então um segundo governo, cuja única diferença foi a adição de uma subsecretaria de Estado para as Regiões Libertadas.

## Composição
- Presidente da República: Raymond Poincaré
- Presidente do Conselho de Ministros: Alexandre Millerand
- Ministro dos Estrangeiros: Alexandre Millerand
- Ministro da Justiça: Gustave Lhopiteau
- Ministro do Interior: Théodore Steeg
- Ministro da Guerra: André Lefèvre
- Ministro das Finanças: Frédéric François-Marsal
- Ministro da Marinha: Adolphe Landry
- Ministro da Instrução Pública e Belas Artes: André Honnorat
- Ministro das Obras Públicas: Yves Le Trocquer
- Ministro da Agricultura: Joseph-Honoré Ricard
- Ministro do Comércio e Indústria: Auguste Isaac
- Ministro das Colônias: Albert Sarraut
- Ministro do Trabalho: Paul Jourdain
- Ministro das Pensões, Bônus e Subsídios de Guerra: André Maginot
- Ministro das Regiões Libertadas: Émile Ogier
- Ministro da Higiene, Assistência e Segurança Social: Jules-Louis Breton